# Drive: Força màxima
Drive: Força màxima (títol original en anglès: Drive) és una pel·lícula de 1998 estrenada directament en vídeo i protagonitzada per Mark Dacascos, Kadeem Hardison, Tracey Walter, John Pyper-Ferguson, Brittany Murphy, i Masaya Kato. La pel·lícula va ser dirigida per Steve Wang i el treball de muntatge i coreografia de lluites va ser fet per Koichi Sakamoto. Ha estat doblada al català.

## Argument
Un prototip híbrid de màquina/humà que abans treballava per a una xarxa petita, Toby Wong, obliga a tenir mala sort al compositor anomenat Malik Brody a portar-ho a Los Angeles després de la seva primera trobada en un bar. Ell està fugint dels sicaris: un assassí caçador anomenat Vic Madison i el seu sequaç anomenat "Hedgehog."

## Repartiment
- Mark Dacascos: Toby Wong
- Kadeem Hardison: Malik Brody
- John Pyper-Ferguson: Vic Madison
- Brittany Murphy: Bodine
- Tracey Walter: Hedgehog
- James Shigeta: Sr. Lau
- Masaya Kato: Model avançada
- Dom Magwili: Sr. Chow
- Ron Yuan: Razor Scarred
- Clive Rosengren: Cantwell
- Christopher Michael: Jeb
- Ted Smith: Joss
- Sanaa Lathan: Carolyn Brody
- David Hayter: Policia #1